# Liste von Basketballvereinen in Tunesien
Diese Liste ist eine Aufstellung von Basketballvereinen in Tunesien.
| Verein                           | Logo | Ort                                     | Nationale Meisterschaften                                                                                                | Sportstätte                                              | Sonstiges und Webadresse        | Einzelnachweise |
| -------------------------------- | ---- | --------------------------------------- | --- | -------------------------------------------------------- | ------------------------------- | --------------- |
| ASC Bizerte                      |      | Bizerte                                 | |                                                          |                                 |                 |
| CA Bizertin                      |      | Bizerte                                 | | Fatnassi Sporthalle                                      | Mehrspartensportverein          |                 |
| US Ansar                         |      | Dar Chaabane                            | |                                                          |                                 | [ 1 ]           |
| CA Kef                           |      | El Kef                                  | | Salle omnisports du Kef                                  |                                 |                 |
| JS Menazah (schreibweise klären) |      | El Menzah                               | |                                                          | Männer                          | [ 2 ] [ 3 ]     |
| Ezzahra Sports                   |      | Ezzahra                                 | 1982, 1983, 1993, 1994, 1997, 1999                                                                                       | Ezzahra Arena                                            | Männer                          | [ 4 ] [ 5 ]     |
| Dalia Sportive de Grombalia      |      | Grombalia                               | |                                                          | Männer                          | [ 6 ] [ 7 ]     |
| Stade Gabèsien                   |      | Gabès                                   | | Salle de Gabès                                           | Mehrspartensportverein          | [ 8 ]           |
| AS Hammamet                      |      | Hammamet                                | | Salle d'Hammamet                                         | Männer                          | [ 9 ] [ 10 ]    |
| CS Hammam Sousse                 |      | Hammam Sousse                           | | Salle omnisports de Hammam Sousse                        |                                 |                 |
| CS Hammam Lif                    |      | Hammam-Lif                              | | Salle Abdelaziz-Ghlela                                   | Mehrspartensportverein          |                 |
| JS Kairouan                      |      | Kairouan                                | 2001, 2002, 2003 |                                                          | Männer                          | [ 11 ] [ 12 ]   |
| BC Ksar Hellal                   |      | Ksar Hellal                             | | Stade de Ksar Hellal                                     |                                 |                 |
| SS Kasserine                     |      | Kasserine                               | |                                                          |                                 |                 |
| AS La Marsa / AS Marsa           |      | La Marsa                                | |                                                          | Mehrspartensportverein          |                 |
| Bardo Sport                      |      | Le Bardo                                | |                                                          |                                 |                 |
| Stade tunisien                   |      | Le Bardo                                | Frauen: 1986, 1987, 1988, 1989, 1991, 1994, 2000, 2020                                                                   |                                                          | Frauen / Mehrspartensportverein |                 |
| Étoile Sportive Goulettoise      |      | La Goulette                             | 1985, 1986, 1987, 1988, 1990, 1991, 1995                                                                                 |                                                          | Männer                          |                 |
| Union Sportive Monastirienne     |      | Monastir                                | 1998, 2000, 2005, 2019, 2020, 2021, 2022, 2023                                                                           | Mohamed-Mzali Sports Hall                                | Männer                          | [ 13 ] [ 14 ]   |
| Club Sportif Cheminots           |      | Mégrine                                 | 1974, 1978 |                                                          | Männer                          |                 |
| BC Mahdia                        |      | Mahdia                                  | | Salle Salah-Oija                                         |                                 |                 |
| Stade Nabeulien                  |      | Nabeul                                  | 1963, 1975, 1989, 1992, 1996, 2006, 2008, 2010                                                                           | Salle Bir Challouf                                       | Männer                          | [ 15 ] [ 16 ]   |
| ES Radès                         |      | Radès, Tunis                            | 1964, 1965, 1966, 1967, 1968, 1969, 1970, 1971, 1972, 1976, 1984, 2017, 2018                                             | Salle Omnisport de Radès                                 | Männer                          | [ 17 ] [ 18 ]   |
| Étoile Sportive du Sahel         |      | Sousse                                  | 1981, 2007, 2009, 2011, 2012 und 2013                                                                                    | Sousse Indoor Sports Hall                                | Männer                          | [ 19 ] [ 20 ]   |
| SS Sfax                          |      | Sfax                                    | | Salle Mohamed-Ali-Akid                                   |                                 |                 |
| CS Sfaxien                       |      | Sfax                                    | Frauen: 1992, 1997, 1998, 1999, 2001, 2002, 2003, 2004, 2005, 2006, 2007, 2010, 2011, 2012, 2013, 2014, 2015, 2016, 2019 |                                                          | Frauen                          |                 |
| Club Africain                    |      | Tunis                                   | 2004, 2014, 2015, 2016, 2025                                                                                             | Salle Chérif Bellamine und Palais des sports d'El Menzah | Männer                          | [ 21 ] [ 22 ]   |
| Avant-Garde de Tunis             |      | Tunis                                   | |                                                          | Männer                          |                 |
| Stade Gaulois Tunis              |      | Tunis                                   | 1949, 1951, 1957 |                                                          | Männer / Mehrspartensportverein |                 |
| Jeunesse Athlétique de Bougatfa  |      | Tunis                                   | | Salle Bougatfa                                           | Mehrspartensportverein          |                 |
| Espérance Sportive de Tunis      |      | Tunis                                   | 1977, 1979, 1980 |                                                          | Männer                          | [ 23 ]          |
| Zitouna Sports                   |      | Zitouna (Algerien/direkt an der Grenze) | |                                                          | Männer                          |                 |
| Association Sportive Française   |      |                                         | |                                                          | Männer                          |                 |
| Jeanne D'Arc D'avant-Garde       |      |                                         | |                                                          | Männer                          |                 |

### Wettbewerbe
- Tunesische Basketball-Liga
- Tunesischer Basketball-Pokal

### Nationalmannschaft
- Tunesische Basketballnationalmannschaft
- Tunesische Basketballnationalmannschaft der Damen